# Aleksandar Kotuljac
Aleksandar Kotuljac (* 2. November 1981 in Hannover) ist ein deutscher Fußballspieler.

## Karriere
Kotuljac durchlief die Jugendabteilungen verschiedener Hannoveraner Vereine, ehe er 1997 vom SV Linden 07 zu Hannover 96 wechselte. Dort rückte er 2000 in die Amateurmannschaft des Vereins auf und erzielte in vier Spielzeiten in der Oberliga und Verbandsliga über 40 Tore. Zum Ende der Saison 2003/04 verließ er Hannover 96 und fand im November 2004 mit dem Oberligisten Eintracht Nordhorn einen neuen Verein. Bereits am Saisonende wechselte er jedoch von Nordhorn zum 1. FC Magdeburg.
Dort gelangen ihm in seiner ersten Saison elf Treffer in 21 Partien, und er stieg mit dem Klub in die Regionalliga Nord auf. Im April 2006 zog er sich einen Sehnenabriss im Adduktorenansatz bei einem Punktspiel gegen den ZFC Meuselwitz zu und fiel damit bis zum Ende des Jahres aus. In der Rückrunde der Saison 2006/07 kam Kotuljac zu 17 Einsätzen in der Regionalliga Nord und erzielte dabei neun Treffer. Am Saisonende verpasste er mit Magdeburg nur knapp den Aufstieg in die 2. Bundesliga. Wegen des verpassten Aufstieges konnte Kotuljac aus seinem bis 2009 laufenden Vertrag bei Magdeburg ablösefrei aussteigen und ging zum Zweitligisten SpVgg Greuther Fürth.
Zur Saison 2009/10 wechselte Kotuljac zum Zweitligaabsteiger VfL Osnabrück. Sein Vertrag lief im Sommer 2011 zunächst aus; im September desselben Jahres nahm der Drittligist ihn dann wieder in den Kader auf. In der Winterpause 2011/12 wechselte er aber zu den Sportfreunden Lotte in die Regionalliga West. Anfang Juli 2014 gab der Regionalligist SC Wiedenbrück auf seiner Homepage bekannt, dass er ablösefrei wechselt und einen Vertrag über zwei Jahre unterzeichnet hat.
Im Sommer 2016 wechselte Kotuljac zum Oberligisten BV Cloppenburg. Zur Saison 2018/2019 schloss sich Kotuljac dem Osnabrücker SC an und spielte dort bis 2020. Anschließend spielte er bei SC Concordia Belm-Powe und BW Schinkel III (Spielertrainer).